# 布施川一寬
布施川一寬(11月23日)，日本男性配音員。出身於東京都。

## 人物簡介
特长·爱好：金泽弁、日语教师资格、童子军1级、篮球、冰球

## 演出作品

### 電視動畫
2011年
- 偶像大師 (青年团2、导演B、店主、老奶奶的儿子、监督、工作人员C、助理导演B、不良C、记者、观众A)
- 純白交響曲 (同学)
- WORKING'!!（客人2）

2012年
- 伊克西翁传说DT（工作人员A）
- 宇宙兄弟（原田俊彦、北村オースケ、播音员、情侣的男人、眼镜管制官）
- THE UNLIMITED兵部京介（伊・九号）
- JoJo的奇妙冒险（实况）
- 無賴勇者的鬼畜美學（学生、先生）
- Battle Spirits Sword Eyes（客人A、男性B）

2013年
- 宇宙兄弟（新闻播音员）
- 高達創戰者（操作员、电视播音员、辰造的手下、阿兰的部下）
- 黑子的籃球 2期（原一哉、泉真馆7番）
- 进击的巨人（米利乌斯·泽鲁木斯克、ユルゲン、补给兵、兵士、精锐班、看守兵、护卫兵、ウォール教信者の男）
- 紙箱戰機WARS（学生）
- 花牌情緣2（旁听席、观众）
- 第一神拳 Rising（赤松勇、渔师的朋友、观众）
- 精靈寶可夢 THE ORIGIN

### 電影動畫
2011年
- 爺爺的煤油燈（丈夫、村人）

2014年
- 電影版妖怪手錶：誕生的秘密喵！（男）

2015年-2016年
- 電影版妖怪手錶：閻魔大王與五個故事喵！（妖怪教練）

2019年
- 甲鐵城的卡巴內里 ～海門決戰～（海門衆、玄路兵、柄巻）

### 遊戲
2011年
- 最终幻想XIII-2

2012年
- 閃電十一人GO2 時空之石 熱風/雷鳴 （農民B，法國士兵A）

2015年
- 夢王國與沉睡中的100位王子殿下（角宿）

2016年
- 名偵探皮卡丘 ～新搭檔誕生～

## 腳註

## 外部連結
- 賢Production公式官網的聲優簡介 （页面存档备份，存于） （日語）
- 布施川一寬的X（前Twitter） （日語）